# Creagrutus anary
Creagrutus anary är en fiskart som beskrevs av Fowler, 1913. Creagrutus anary ingår i släktet Creagrutus och familjen Characidae. Inga underarter finns listade i Catalogue of Life.